# モーリス・ブロッカー
モーリス・ブロッカー（Maurice Blocker、1963年5月15日 - ）は、アメリカ合衆国の男性プロボクサー。ワシントンD.C.出身。元WBC・IBF世界ウェルター級王者。

## 来歴
1982年2月16日、プロデビューを果たし2回TKO勝ちで白星でデビューを飾った。
1983年12月27日、90戦近く戦ったミゲル・マヤンと対戦し4回TKO勝ち。
1985年7月23日、ワシントンD.C.のコンベンションセンターでNABF北米ウェルター級王者ペドロ・ヴィレラと対戦し12回3-0(117-112、120-108、118-110)の判定勝ちで王座獲得に成功した。
1987年4月18日、ロンドンのロイヤル・アルベルト・ホールでWBC・IBF世界ウェルター級王者ロイド・ハニガンと対戦し12回0-3(114-117、112-119、114-119)の判定負けでキャリア初黒星が付き王座獲得に失敗した。
1990年8月19日、WBC世界ウェルター級王者マーロン・スターリングと対戦し12回2-0(2者が115-113、114-114)の判定勝ちで王座獲得に成功した。
1991年3月18日、IBF世界ウェルター級王者サイモン・ブラウンと対戦し10回2分10秒逆転TKO負けでWBC王座初防衛に失敗し、IBF王座獲得に失敗した。
1991年10月4日、グレンウッド・ブラウンとサイモン・ブラウンが返上したIBF世界ウェルター級王座決定戦を行い12回2-1(114-115、117-111)の判定勝ちで7か月振りの王座返り咲きとWBCに続くウェルター級2冠を果たした。
1992年8月28日、ルイス・ガルシアと対戦し12回2-1(112-115、115-110、116-110)の判定勝ちで初防衛に成功した。
1993年2月20日、IBF王座在位のまま世界挑戦。WBC世界スーパーウェルター級王者テリー・ノリスと対戦し2回49秒TKO負けで2階級制覇に失敗した。
1993年6月19日、IBFランキング7位のフェリックス・トリニダードと対戦し右フック一撃で失神したためレフェリーがノーカウントストップ。2回1分49秒KO負けで2度目の防衛に失敗し王座から陥落した。なおトリニダードがこの勝利を機に15度防衛し統一世界王者になり、スーパーウェルター級、ミドル級でも制し2000年代最強のボクサーになる道を開いた。
1995年4月29日、ボビー・バトラーズと対戦し5回2分40秒TKO勝ちを最後に現役を引退した。

## 獲得タイトル
- NABF北米ウェルター級王座
- WBC世界ウェルター級王座（防衛0）
- IBF世界ウェルター級王座（防衛1）